# Štefan Banič

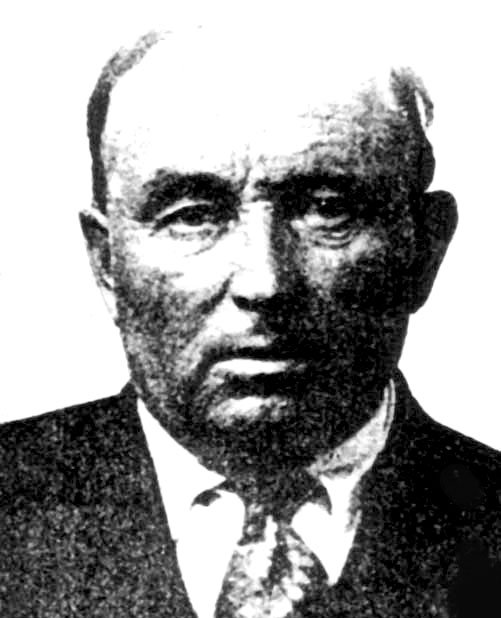
Štefan Banič

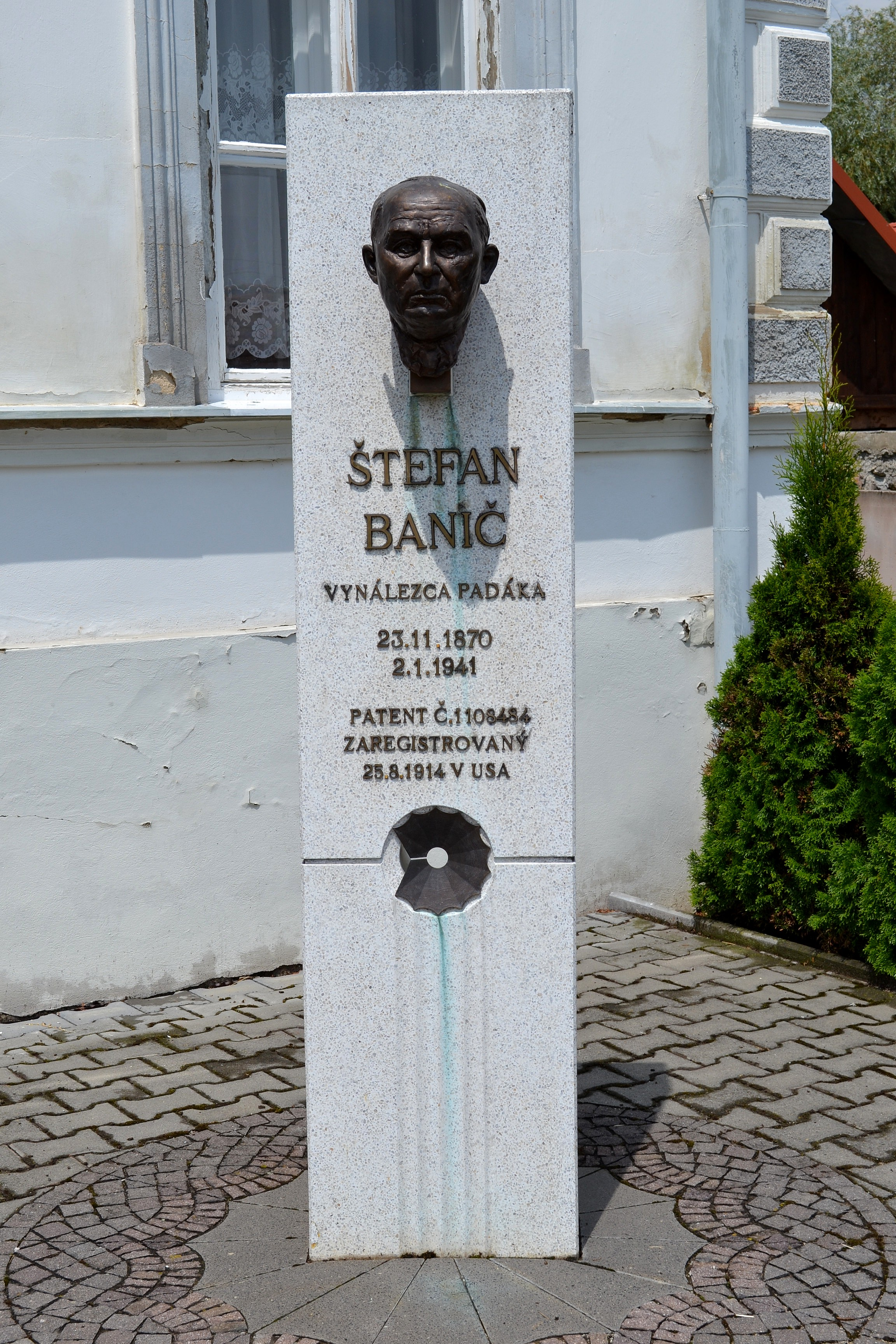
Denkmal für Banič in Smolenice

Štefan Banič (* 23. November 1870 in Neštich; † 2. Januar 1941 ebenda) war ein slowakischer Erfinder, der einen militärischen Fallschirm erfand.

## Leben
Nach dem Besuch der Volksschule arbeitete Banič einige Jahre als Landarbeiter auf einem Hofgut der Pálffys und als Maurer beim Wiederaufbau von Schloss Smolenice, ehe er in die Vereinigten Staaten immigrierte und dort als Bergmann und Fabrikarbeiter in Greenville (Pennsylvania) arbeitete.
Als der Luftfahrtenthusiast 1912 Augenzeuge eines Flugzeugabsturzes wurde, konstruierte er im folgenden Jahr einen Fallschirm, der den Piloten in dem Falle eines Absturzes retten sollte. Der Springer war ähnlich wie der Stock eines Regenschirmes in einen Teleskopschirm gespannt, der sich bei einem Absprung wie ein Regenschirm öffnen sollte. Banič selbst führte den Schirm Mitarbeitern des US-amerikanischen Patentamtes und Vertretern der US-Army vor. Er sprang erst von einem 15-stöckigen Hochhaus und 1914 auch aus einem Flugzeug. Da niemand das Patent kaufen wollte, schenkte der Erfinder das 1913 erhaltene US-Patent Nr. 1108484 der United States Air Force. Baničs Erfindung war der erste aktiv genutzte Serienfallschirm der Welt und wurde im Ersten Weltkrieg von den US-Streitkräften eingesetzt. 
Nach dem Krieg kehrte Štefan Banič in die Tschechoslowakei zurück und war dort an der Entdeckung der Drinahöhle in den Kleinen Karpaten beteiligt. Bis 1920 arbeitete er als Maurer.

## Ehrungen
Lange wurden Baničs Verdienste kaum gewürdigt. Erst 1970 wurde am Flughafen in Bratislava ein Denkmal enthüllt. 2006 stellte auch seine Heimatstadt Smolenice ein Denkmal für den berühmtesten Sohn der Stadt auf.